# Al-Mutanabbi

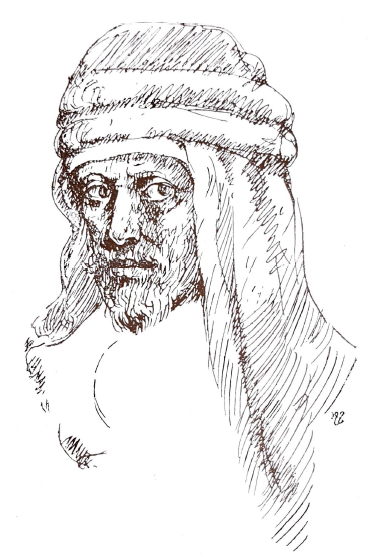
Ilustración de Al-Mutanabbi.

Aḥmad ibn al-Ḥusayn ibn Murra ibn ʹAbd al-Ŷabbār Alŷʿafy al-Kindī, llamado Al-Mutanabbi, en árabe original أبو الطيب أحمد بن الحسين المتنبّي (Kufa, 915 - Bagdad, 23 de septiembre de 965) fue un poeta del califato abasí del siglo X perteneciente a la corriente neoclásica, considerado como el mayor poeta árabe de todos los tiempos. De él dijo el gran poeta sirio Adonis: "Al-Mutanabbi estaba convencido de que la poesía es una obra cósmica que dice la persona, la sociedad y el universo a un tiempo, y es esa su contribución extraordinaria".

## Biografía
Al-Mutanabbi nació en Kufa, actual Irak, hijo de un aguador, aunque decía provenir de linaje noble. Allí pasó la primera etapa de su vida, en estancias entre el campo y la ciudad; del primero adquirió su dureza y su tendencia tribal, del segundo su ciencia y su cultura (Kufa rivalizaba entonces con Bagdad como faro de sapiencia). Las fuentes árabes afirman que destacó por su precoz inteligencia e improvisaba versos ya a los diez años. A esa edad pasó dos años con las tribus beduinas del desierto y adquirió con ellos un dominio perfecto del árabe clásico. A su retorno a Kufa en 927 frecuentó los ambientes cármatas y adquirió una visión pesimista de la existencia.
Aspirando a la fama y la riqueza se dedicó por entero a la composición de panegíricos y en 928 llegó a Bagdad. Después inició una peregrinación por las diversas ciudades del califato abasí, en busca de un mecenas que lo sostuviese. Adquirió fama de ser un erudito excelente y un incansable investigador que pasaba las noches leyendo y frecuentaba las tiendas de los libreros. El influjo del mesianismo cármata lo hizo pasar entre los beduinos sirios por profeta, de donde le vino el apodo de Al-Mutanabbi, que significa «el que se las da de profeta». Le tocaron tiempos revueltos en los que vivir, cuando se desintegraba el califato abasí y creció durante la expansión de la revolución de los cármatas en la península arábiga, por la parte del sur de Irak y en el centro del aš-šām. Sin duda le atrajo el mesianismo de esta revolución y la apoyó en Siria; por ello pasó dos años en la cárcel por orden de las autoridades de Homs, y salió en 935.
En el año 948 entró al servicio de la prestigiosa corte de Sayf al-Dawla, en Alepo, ciudad que en esta época era el principal centro de la cultura árabe. Allí fue bien acogido por este príncipe, que tenía su edad y se convirtió en su mecenas, otorgándole grandes recompensas económicas por su actividad panegirista.
Una querella con el filólogo Ibn Jalawayhi, según algunos, o más bien el despecho amoroso por el desaire que le hizo la hermana de su mecenas, lo obligó a refugiarse en Egipto. En El Cairo pasó cuatro años bajo el gobierno del visir y eunuco negro Abu l-Misk Kafur. Al-Mutanabbi intentó halagarle para conseguir el gobierno de la provincia de Sidón, entonces parte de Egipto y, cuando advirtió que no le sería concedida, varió el tono de su poesía y la convirtió en una sátira racista y despiadada.
Perdido el favor de Kafur, huyó a Irak y Persia, y a su regreso a Bagdad fue atacado por una partida de beduinos que le dio muerte en 965.
Dejó un corpus de 326 poemas donde da fe de su vida tumultuosa junto a las autoridades y brinda una visión de la existencia musulmana del siglo X. Aunque algunos lo consideran el mejor poeta en árabe, entre los mismos árabes ha sido muy discutido y tanto ensalzado como denostado, en ambos casos sin mesura. En su honor se nombró a una de las principales calles de Bagdad (Irak), conocida como calle Al-Mutanabbi, muy conocida por la gran cantidad de pequeños comercios dedicados a la compra y venta de libros.